# Franciszek Studziński (pułkownik)
Franciszek Studziński, ps. Kotlina, Radwan, Rawicz, Skawa, Skiba (ur. 10 marca 1893 w Kotlicach, zm. 23 maja 1964 w Bytomiu) – pułkownik piechoty Wojska Polskiego, kawaler Orderu Virtuti Militari.

## Życiorys
Urodził się 1o marca 1893 w Kotlicach, w rodzinie Aleksandra, nauczyciela, i Heleny z Pietrzykowskich. Ukończył gimnazjum w Krakowie. 6 sierpnia 1914 roku przystąpił do oddziałów strzeleckich, a po utworzeniu Legionów Polskich służył w 1 pułku piechoty, z którym przeszedł cały jego szlak bojowy.  W pierwszej połowie 1915 mianowano go sierżantem.  9 lipca 1915 odznaczył się męstwem podczas potyczki na patrolu pod Wyżnianką. Uniknął internowania po kryzysie przysięgowym i następnie działał w POW, w której (od listopada 1917 roku) był komendantem Obwodu Kazimierza Wielka, a w 1918 roku – komendantem Obwodu Olkusz.
W niepodległej Polsce wstąpił do Wojska Polskiego i dostał przydział do 25 pułku piechoty. W wojnie polsko-bolszewickiej uczestniczył m.in. w zajęciu Kijowa w maju 1920 roku. 
W 1923 roku pełnił obowiązki dowódcy II batalionu 25 pułku piechoty. 3 października 1924 roku został przeniesiony do Korpusu Ochrony Pogranicza na stanowisko dowódcy 6 batalionu granicznego w Iwieńcu. 25 czerwca 1927 roku otrzymał przeniesienie z KOP do 10 pułku piechoty w Łowiczu na stanowisko kwatermistrza. 31 marca 1930 roku otrzymał przeniesienie do 2 batalionu strzelców w Tczewie na stanowisko dowódcy batalionu. Z dniem 21 czerwca 1932 roku został przeniesiony do 1 pułku strzelców podhalańskich w Nowym Sączu na stanowisko kwatermistrza. 28 czerwca 1933 roku otrzymał przeniesienie do 27 pułku piechoty w Częstochowie na stanowisko zastępcy dowódcy pułku. 4 lipca 1935 roku został przeniesiony, bez prawa do należności za przeniesienie, do 12 pułku piechoty w Wadowicach na stanowisko zastępcy dowódcy pułku. W 1939 roku pełnił służbę w Komendzie Rejonu Uzupełnień Sosnowiec na stanowisku komendanta Rejonu Uzupełnień.
Walczył w kampanii wrześniowej w Grupie Operacyjnej „Stryj”. Na przełomie września i października 1939 roku przedostał się na Węgry, gdzie został internowany. Pracował w komórce przerzutowej w polskim konsulacie w Budapeszcie. Po otrzymaniu (w grudniu 1940 roku) rozkazu przedostania się do Polski, w styczniu 1941 roku został aresztowany w czasie przekraczania granicy węgierskiej. Latem 1941 roku zbiegł z obozu i w sierpniu 1941 roku dostał się do Warszawy. Stało się to dzięki pomocy piłsudczykowskiego Obozu Polski Walczącej, którego został członkiem. Od 9 grudnia 1941 roku pełnił obowiązki komendanta Okręgu Tarnopol ZWZ-AK. Liczebność żołnierzy okręgu wzrosła pod jego dowództwem z 3 tysięcy do 15 tysięcy. Po wkroczeniu Armii Czerwonej na teren województwa tarnopolskiego wydał w marcu 1944 roku rozkaz rozpoczęcia Akcji „Burza” na podległych mu terenach będących jeszcze pod okupacją niemiecką. W tym czasie udał się do Lwowa, gdzie w lipcu 1944 roku był zastępcą dowódcy Obszaru Lwowskiego gen. Władysława Filipkowskiego. Po zajęciu Lwowa przez Armię Radziecką został członkiem delegacji Komendy Obszaru, która udała się na rozmowy z gen. Michałem Rolą-Żymierskim. W nocy z 2/3 sierpnia 1944 roku cała delegacja została aresztowana, a Studziński osadzony w więzieniu w Kijowie, następnie pod Rawą Ruską i w Trzebusce. Później został internowany w obozach w Charkowie, Diagilewie k. Riazania, Wołogdzie, w lipcu 1947 roku internowany w obozie jenieckim NKWD w Griazowcu i Brześciu. 
4 listopada 1947 roku wrócił do Polski i mieszkał kolejno w Szczecinie, Zawierciu, Niemodlinie, Wrocławiu i Katowicach. Pracował m.in. w spółdzielni „Ogniwo” we Wrocławiu (do 1951 roku) i jako specjalista od podatku gruntowego w Prezydium Rady Narodowej w Lublińcu,  gdzie pracował jako Pełnomocnik Rządu do czerwca 1951 roku. Przeniósł się do PKO w Katowicach, a zamieszkiwał w Częstochowie. W Katowicach pracował do czerwca 1952 roku. W czerwcu 1952 roku zamieszkał we Wrocławiu. Mimo że przeprowadzona w październiku 1952 roku prowokacja Wojewódzkiego Urzędu Bezpieczeństwa (propozycja przystąpienia do WiN) nie udała się, 27 grudnia 1952 roku został aresztowany i skazany w połowie 1953 roku na 7 lat więzienia. Karę złagodzono do 4 lat i 8 miesięcy pozbawienia wolności oraz utratę praw publicznych i obywatelskich praw honorowych na okres 3 lat. W więzieniu spędził 2 lata i 8 miesięcy. Resztę kary darowano w drodze łaski. Po wyjściu z więzienia żył w skrajnie trudnych warunkach. Pracował fizycznie w Garbarni „Poprad” w Łabowej, jako pracownik fizyczny i dozorca Hotelu Robotniczego w Bytomiu, jako starszy księgowy w Wojewódzkim Przedsiębiorstwie Transportowym Handlu Wewnętrznego nr 4 w Bytomiu, a także jako starszy inwentaryzator w Przedsiębiorstwie Państwowym „Pieczywo-Nabiał” w Bytomiu. Został pochowany na cmentarzu Mater Dolorosa w Bytomiu.

## Życie rodzinne
Ożenił się w 1922 roku z Albertą Wilhelminą Fiszer (Fischer). Nie miał dzieci. Po II wojnie światowej małżeństwo pozostawało w separacji.

## Awanse
- sierżant – I połowa 1915
- porucznik – prawdopodobnie w 1919
- kapitan – 1920
- major – ze starszeństwem od 1 lipca 1923
- podpułkownik – ze starszeństwem z dniem 1 stycznia 1933
- pułkownik – ze starszeństwem z dniem 11 listopada 1943

## Ordery i odznaczenia
- Krzyż Srebrny Orderu Wojskowego Virtuti Militari nr 1922 (1921)[16]
- Krzyż Niepodległości (4 lutego 1932)[17]
- Złoty Krzyż Zasługi (10 listopada 1928)[18]
- Krzyż Walecznych (czterokrotnie)
- Medal Pamiątkowy za Wojnę 1918–1921[19]
- Medal Dziesięciolecia Odzyskanej Niepodległości[19]